# Jakobus van Buijtenen
Jakobus Cornelis van Buijtenen (ook: J.C. van Buijtenen) (Amersfoort, 13 februari 1909 – 18 november 2002) was een Nederlands architect.

## Biografie

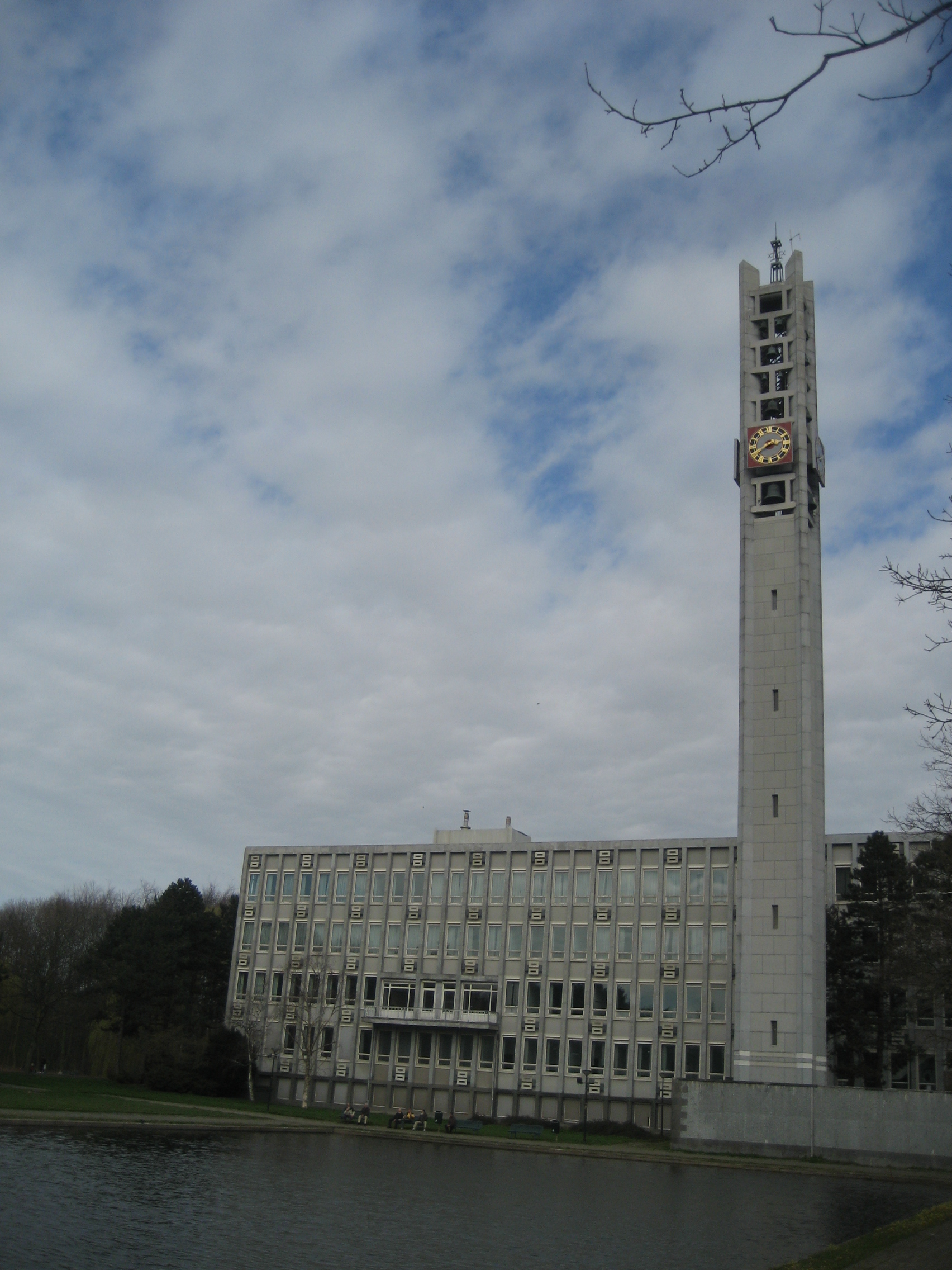
Voormalig stadhuis van Rijswijk (ontwerp ca. 1955)

Van Buijtenen was zoon van een schoolhoofd. In 1926 begon hij aan zijn bouwkundestudie aan de Technische Hogeschool van Delft. Tot zijn leermeesters behoorden Marinus Jan Granpré Molière, D.F. Slothouwer, Willem Diehl en Nicolaas Lansdorp. In 1929 verliet hij deze hogeschool en ging werken als technisch ambtenaar bij de gemeente Amersfoort.
In 1930 keerde hij terug naar de hogeschool, behaalde zijn kandidaatsexamen maar nog niet zijn ingenieursexamen. In 1932 en 1933 associeerde hij zich met Franciscus Joannus Vervest en ontwierp woonhuizen, parochiehuizen en een kleuterschool. In 1934 behaalde hij alsnog zijn ingenieursdiploma.
In 1936 ontwierp hij de buitenkapel aan de Sint-Adrianuskerk te Esbeek. In 1939 volgde de Antonius van Paduakerk te Winssen. Van 1939-1941 was hij werkzaam bij de Dienst Stadsuitbreiding te Eindhoven, waar hij een woningproject realiseerde.
Na de Tweede Wereldoorlog ontwierp hij nog diverse raadhuizen, zoals het stadhuis in Rijswijk, en de raadhuizen in Schijndel en Wanroij. Ook de Sint-Pauluskerk te Schijndel (1963) werd door Van Buijtenen ontworpen.
Vanaf de jaren '70 van de 20e eeuw ontwierp hij niets meer. Wel had hij zitting in diverse commissies en was hij betrokken bij het onderwijs.